# Floyd Gibbons
Floyd Phillips Gibbons (16 de julio de 1887 - 23 de septiembre de 1939) fue el corresponsal de guerra del Chicago Tribune durante la Primera Guerra Mundial. Uno de los primeros reporteros y comentaristas radiofónicos de noticias, se hizo famoso con su rápido estilo de locución.  Floyd Gibbons vivió en su carrera momentos de peligro, los cuales a menudo describió al público.

## Biografía
Nacido en Washington D. C., Gibbons empezó a trabajar en el Tribune en 1907. Se hizo conocido por su cobertura de la Expedición punitiva contra Francisco Villa en 1916, y por su reportaje del torpedeamiento en 1917 del buque británico RMS Laconia, en el cual viajaba como pasajero.
Siendo corresponsal en la Batalla de Belleau Wood, en Francia, durante la Primera Guerra Mundial, Gibbons perdió un ojo al ser alcanzado por fuego alemán mientras intentaba rescatar a un soldado norteamericano.
En agosto de 1918 Gibbons recibió la mayor condecoración francesa, la Croix de Guerre con Palma 1914–1918, por su valor en el campo de batalla. El 21 de junio de 1941, a título póstumo, Gibbons recibió una medalla concedida por la Marine Corps League, pasando así a ser miembro honorario del Cuerpo de Marines. Fue el primer civil en recibir dicha distinción en toda la historia de la Marine Corps League.
En las décadas de 1920 y 1930 Gibbons fue muy conocido como comentarista radiofónico y narrador de documentales de noticias, actividades por las cuales recibió una estrella en el Paseo de la Fama de Hollywood, en el 1631 de Vine Street.
En 1927 escribió una biografía de Manfred von Richthofen titulada The Red Knight of Germany. Además, escribió una novela de ficción especulativa, The Red Napoleon, en 1929. 
En 1930 narró el film documental With Byrd at the South Pole, y en 1929 tuvo un programa radiofónico propio en la NBC Red Network, aunque la competencia del show de Paul Whiteman en CBS Radio hizo que su espacio se diera por finalizado en marzo de 1930.
Cuando Gibbons sugirió a Frank Buck que escribiera acerca de sus aventuras recolectando animales, Buck colaboró con Edward Anthony para lanzar Bring 'Em Back Alive, un libro que fue superventas en 1930.
Floyd Gibbons falleció a causa de un ataque cardiaco en 1939 en su granja de Pensilvania.
En 1953 el hermano de Gibbons, Edward, publicó una biografía de Floyd titulada Floyd Gibbons - Your Headline Hunter.